# Ahrbrück
Ahrbrück là một đô thị thuộc huyện Ahrweiler, trong bang Rheinland-Pfalz, phía tây nước Đức. Đô thị Ahrbrück có diện tích 12,57 km², dân số thời điểm ngày 31 tháng 12 năm 2006 là 1248 người.